# Patrick Powers
Patrick Powers   (Malibu, 13 de febrer de 1958) és un jugador de voleibol i de voleibol de platja estatunidenc, ja retirat, que va competir durant les dècades de 1970 i 1980.
Estudià a la Universitat del Sud de Califòrnia, on el 1980 guanyà el campionat de l'NCAA amb els Trojans. El 1984 va prendre part en els Jocs Olímpics d'Estiu de Los Angeles, on guanyà la medalla d'or en la competició de voleibol. En el seu palmarès també destaca una medalla d'or a la Copa del Món de voleibol de 1985 i una altra al Campionat del Món de voleibol de 1986.
També va jugar a voleibol platja, esport en què guanyà el Campionat del Món de 1987 junt a Karch Kiraly.